# Pat Garrett & Billy the Kid
Pat Garrett & Billy the Kid ist das 12. Studioalbum von Bob Dylan und zugleich der Soundtrack zum Western Pat Garrett jagt Billy the Kid von Sam Peckinpah, dem Dylan das Album widmete. Album und Film wurden von Gordon Carroll produziert.
Das Album besteht zum größten Teil aus Instrumentalmusik, mit Ausnahme der Songs Billy, der auf dem Album in vier Varianten vorhanden ist (darunter auch eine Instrumentaldarbietung), und Knockin’ On Heaven’s Door, das als Single weltweit erfolgreich war und unabhängig vom Film und dem Soundtrack zu einem der bekanntesten Songs von Dylan wurde.
Das Album belegte Platz 16 der Billboard 200 und Platz 29 in Großbritannien. Die Single Knockin’ on Heaven’s Door schaffte es in Amerika auf Platz 12 der Single-Charts.

## Entstehung und die Songs
Dylan kam zu dem Filmprojekt, da er mit dem Drehbuchautor Rudy Wurlitzer befreundet war und von diesem gebeten wurde, ein paar Songs für den Film zu schreiben. Daraufhin entstand der spätere Titelsong Billy, den Dylan dem Regisseur Sam Peckinpah vorspielte. Peckinpah fand Darbietung und Song rührend und bewegend und bot Dylan eine Rolle in dem Film an, obwohl dieser keinerlei Erfahrung mit der Schauspielerei hatte. Dylan spielte schließlich Alias in dem Film und zog während der Dreharbeiten mit seiner Familie nach Durango, Mexiko, wo gedreht wurde. In Mexiko-Stadt nahm er mit seinen Musikern Billy 4 auf, eine Variation des Titelsongs. Die erste Aufnahmesession für das Album fand am 20. Januar 1973 in Mexiko-Stadt statt.
Der Rest der Aufnahmen wurde im Februar 1973 in den Burbank Studios in Kalifornien eingespielt. Dort entstand auch das berühmte Knockin’ on Heaven’s Door. Musikalisch betrachtet ist das Album Western-Musik. Der Titelsong wird sowohl als Folksong (Billy 4) als auch als Country-Song (Billy 7) und als Folk-Rocksong (Billy 1) gespielt, Knockin' on Heaven's Door ist ruhiger Folk-Rock.

## Titelliste
LP Seite 1
1. Main Title Theme (Billy) – 6:07
2. Cantina Theme (Workin’ for the Law) – 2:57
3. Billy 1 – 3:57
4. Bunkhouse Theme – 2:17
5. River Theme – 1:30

LP Seite 2
1. Turkey Chase – 3:34
2. Knockin’ on Heaven’s Door – 2:32
3. Final Theme – 5:23
4. Billy 4 – 5:04
5. Billy 7 – 2:10

Alle Songs wurden von Bob Dylan geschrieben.

## Rezeption
Jon Landau vom Rolling Stone gab dem Album nur 2 von 5 Sternen und nannte es so amateurhaft wie Self Portrait. Die allgemeine Kritik war lauwarm, doch Knockin’ on Heaven’s Door sollte später ein Hit für Eric Clapton und Guns N’ Roses werden.